# Capulus elegans
Capulus elegans is een slakkensoort uit de familie van de Capulidae. De wetenschappelijke naam van de soort is voor het eerst geldig gepubliceerd in 1877 door Tapparone Canefri.